# درک (دریافت)

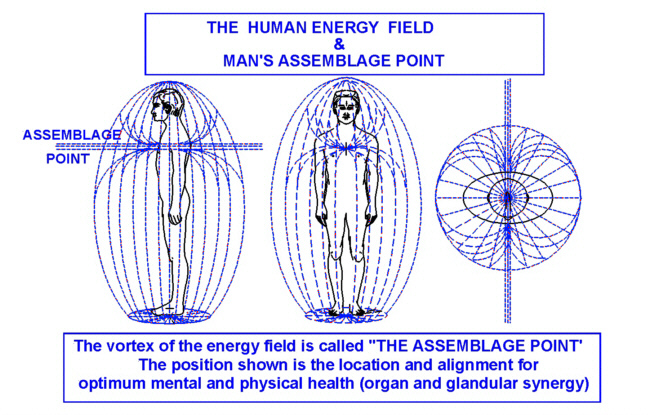
assemblage point

درک (به انگلیسی: Apprehension) درک به معنی پیوستن به شیء، رسیدن به آن و آگاه شدن از آن و عمل کردن به آن است. در فلسفه مدرسی درک به هر شناختی اطلاق می‌گردد که به موضوعی تعلق گیرد و از این جهت که فعل شخص مدرک است، می‌تواند توسط آن، به موضوع دست یابد.
درک از نظر توماس آکویناس اولین مرحله عملیات سه‌گانه عقل است.
این عملیات سه‌گانه عبارت است از:
تصور، حکم و استدلال. در این مرحله، درک، ادراک مفرد نامیده می‌شود که عبارت است از تصور بسیط یا علم اولی که همراه تصدیق نیست، برخلاف مفهوم که علم مرکب است.
به بیانی دیگر فهم ثانوی به درک است، یعنی تأخیری تر از درک می‌باشد؛ و ابتدا باید درک و دریافتی صورت پذیرد، (فرد ادراک کننده – ادراک مفرد) مُدرک، ادراک کند و پس از آن، موضوع را شاید فهم کند و شاید هم نکند.